# Düz Cırdaxan
Düz Cırdaxan è un comune dell'Azerbaigian situato nel distretto di Tovuz. Conta una popolazione di 2.681 abitanti.